# Gonçalo Sousa Cardoso

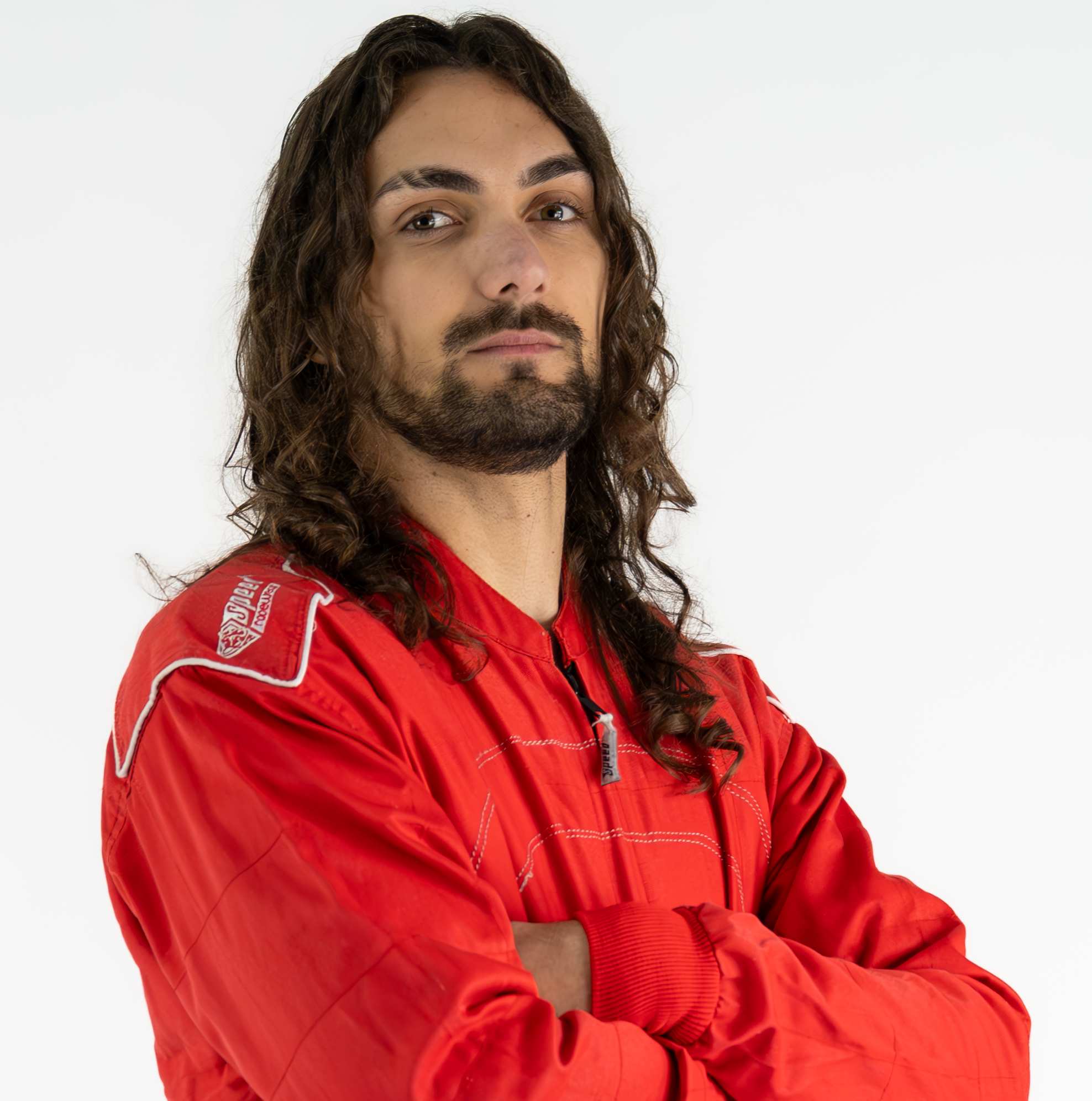

Gonçalo Cardoso é um piloto Português de Percícia Automóvel, que disputa o Campeonato Nacional de Pericias, Troféu Raiano de Perícias e o Troféu Nacional de Pericias Slalom Clube de Portugal desde 2019. 
Nasceu no coração do Douro, na Vila do Pinhão, a  20 de Março de 1998, onde viveu até aos 21 anos de idade.
Teve uma infância tranquila, sempre a acompanhar o seu pai (Daniel Cardoso (1963-2022)) para todas as competições em que este participava, até que, aos 13 anos, a sua vida se dificultou devido ao divórcio dos seus pais, que meses após a separação emigraram.
Estudou no Seminário de Vila Real, onde recebeu formação religiosa durante 3 anos e no Liceu Camilo Castelo Branco em simultâneo.
Aos 18 anos saiu do Seminário e acabou por concluir os estudos de Linguas e Humanidades na Escola Miguel Torga em Sabrosa.
Após finalizar o seu percurso escolar, rapidamente começou a lutar pelo sonho de competir em Provas de Pericia, realizando a sua primeira participação em Maio de 2019, ao volante dum Peugeot 205, na Cidade de Lamego, a contar para o Campeonato Nacional de Pericias 2019, onde obteve a 2º posição da classe 3A. Ainda nesse ano teve participações nas provas de Tabuaço e Resende.
Em meados de 2020, emigrou para a Suiça, para ficar com a sua mãe o seu irmão mais velho, mas não desistiu do sonho e retornou ao activo em 2021, ao volante de outro Peugeot 205 e em 2022 com um BMW E36, ano em que experimentou diversas viaturas e começou a mostrar enormes progressos e ainda nesse ano criou o seu projecto Cardoso's Motorsport.
Em Novembro de 2022, perdeu o seu pai e, desde então, decidiu seguir os seus passos cada vez com mais afinco.
Iniciou um maior investimento com um Toyota Starlet KP60 de tração traseira e marcou presença no Rally de Fim de Ano de Figueira da Foz 2022.
Em 2023 alcançou vários pódios, nomeadamente nas provas de Figueira de Castelo Rodrigo x2, Gonçalbocas e Viseu.
Organizou em 24 de Junho de 2023 a Prova de Pericia do Pinhão - Memorial Daniel Cardoso, evento que reuniu mais de meia centena de pilotos presentes para competir e homenagear o seu pai e correu com o icónico Toyota Sport 800 que lhe pertencera.
Em 2024, participou nas provas de Vale de Cambra, Tabuaço, Figueira de Castelo Rodrigo e depois, devido a uma lesão nos ombros, teve que suspender temporariamente a actividade, aproveitando para organizar mais eventos e para a evolução dos seus carros.
Iniciou 2025 com o segundo lugar mais alto do pódio na Prova de Perícia de Sanfins do Douro com uma viatura emprestada.
Na presente época já participou em 4 provas ao volante do seu Peugeot 205 GTI, Lamego onde conseguiu novamente um 2º lugar,  Praiamar - Mira onde se destacou com o 1º lugar, Moimenta da Beira 3º lugar e em no Côa Motorfest conseguiu a 4ª posição no slalom nocturno e a 2ª posição na Perícia.